# Fine Young Cannibals
Fine Young Cannibals var et engelsk band dannet i 1984 i Birmingham, England. Bandet blev dannet af bassisten David Steele og guitaristen Andy Cox (begge tidligere The Beat) og sangeren Roland Gift. De blev primært kendt for hitsinglerne i 1989 "She Drives Me Crazy" and "Good Thing".
Bandets navn er taget fra filmen fra 1960 All The Fine Young Cannibals (dansk: To gange letsind) med Robert Wagner og Natalie Wood.
Bandet indspillede to album, Fine Young Cannibals (1985) og The Raw and the Cooked (1988). Debutalbummet opnåede guld i Storbritannien og The Raw and the Cooked opnåede førstepladser i blandt andet USA og England og platin begge steder.
Bandet blev opløst i 1992. I 1996 blev de kortvarigt gendannet og indspillede singlen "The Flame", der blev udgivet på opsamlingsalbummet The Finest. I 2000 begyndte Roland Gift at turnere under navnet Roland Gift and the Fine Young Cannibals.